# Chambre de commerce et d'industrie de région Bretagne
La chambre de commerce et d'industrie de région Bretagne regroupe les chambres de commerce et d'industrie de la région Bretagne. Elle a son siège à Rennes, au 1, rue du général Guillaudot (hôtel de Marbeuf).

## Mission
À ce titre, elle est un organisme chargé de représenter les intérêts des entreprises commerciales, industrielles et de service de Bretagne et de leur apporter certains services. Elle mutualise et coordonne les efforts des 4 CCI de Bretagne.

### Service aux entreprises
- Création, transmission, reprise des entreprises ;
- Innovation ARIST ;
- Formation et emploi ;
- Services aux entreprises ;
- Observatoire économique régional ;
- Études et développement ;
- Aménagement et développement du territoire ;
- Environnement et développement durable ;
- Tourisme ;
- Appui aux entreprises du commerce ;
- Performance industrielle ;
- Appui à l’international ;
- Emploi et développement des compétences ;
- Intelligence économique ;
- Appui aux mutations ;
- Services à la personne.

## CCI en faisant partie
- chambre de commerce et d'industrie Métropolitaine Bretagne Ouest (fusion des CCI de Brest, Morlaix et Quimper)
- chambre de commerce et d'industrie des Côtes-d'Armor
- chambre de commerce et d'industrie du Morbihan
- chambre de commerce et d'industrie d'Ille-et-Vilaine (fusion des CCI de Fougères, Rennes et Saint-Malo)

## Historique

### Liste des présidents
1986 - 1995 : Alain de Gouville
1995 - 2004 : Jean-Claude Crocq
2005 - 2011 : Jean-François Le Tallec
2011 - 2016 : Alain Daher
2016 -          : Jean-François Garrec

## Pour approfondir